# Winnie Harlow

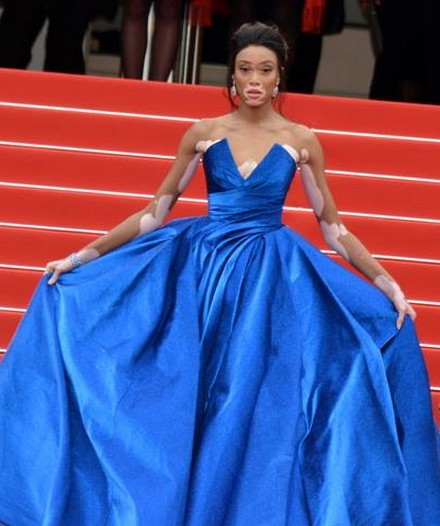
Winnie Harlow na Festiwalu Filmowym w Cannes 2017.

Winnie Harlow (właściwie Chantelle Brown-Young, ur. 27 lipca 1994) – kanadyjska modelka z diagnozą bielactwa nabytego. Uczestniczka dwudziestego pierwszego cyklu amerykańskiego programu America’s Next Top Model.

## Nagrody i nominacje
| Rok  | Organizacja                   | Nagroda        | Wynik     |
| ---- | ----------------------------- | -------------- | --------- |
| 2015 | Gala Spa Awards 2015          | Beauty Idol    | Wygrana   |
| 2015 | Portuguese GQ Men of The Year | Role Model     | Wygrana   |
| 2016 | Teen Choice Awards            | Choice Model   | Nominacja |
| 2017 | Teen Choice Awards            | Choice Model   | Nominacja |
| 2017 | Glamour Awards                | Editor's Award | Wygrana   |